# Evangelische Pfarrkirche Gols

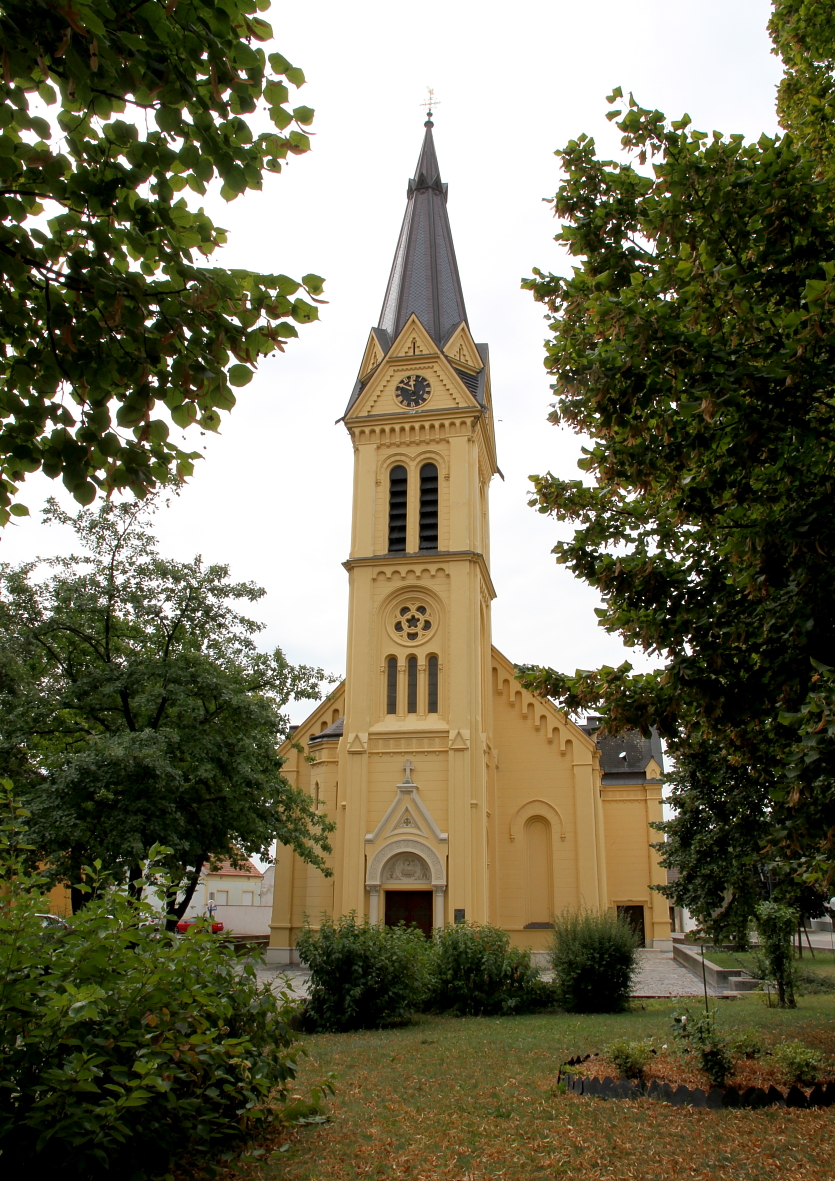
Evangelische Pfarrkirche (2011)

Die Evangelische Pfarrkirche in der Marktgemeinde Gols im Bezirk Neusiedl am See im Burgenland steht unter Denkmalschutz.
Die Pfarrgemeinde Gols wurde sehr bald nach dem Toleranzpatent Josephs II. gegründet und konnte 1783 ihren ersten Pfarrer anstellen. Zuerst fanden die Gottesdienste in einer Scheune statt. Die Kirche wurde 1783/84 in nur elf Monaten gemäß den Vorgaben für Toleranzbethäuser als schmuckloser turmloser Bau errichtet. Nach einem Brand 1818 erfolgte eine Wiederherstellung. 1888 wurde im Zuge eines Umbaus durch den Architekten Ludwig Schöne das Kirchenschiff um ein Joch nach Westen verlängert. Im Osten wurde ein Turm in neoromanischem Stil mit hohem Spitzhelm angebaut. Eine Restaurierung und Neugestaltung im Inneren erfolgte von 1975 bis 1976.
Das vierjochige Langhaus hat ein hohes Platzlgewölbe zwischen tief heruntergezogenen Gurten und Fenster in gekehlten Nischen. Die Altarwand aus marmoriertem Holz ziert eine dreiteilige Ädikula (1888). Das bemerkenswerte Altarbild Anbetung der Könige mit der Bezeichnung A 1537 A kopiert einen Holzschnitt von Albrecht Dürer aus 1511. Das Altarkreuz ist aus 1752. Die Kanzel aus dunklem Holz mit einem zwiebelhelmförmigen Schalldeckel mit Golddekor aus der 2. Hälfte des 19. Jahrhunderts stammt aus Ödenburg. Der Taufstein ist mit H. G. 1818 bezeichnet. Die Glasfenster gestaltete Hannelore Knittler-Gesellmann (1976).
Die Orgel mit 14 Registern baute Franz Ullmann (1851/52).